# مانور نبرد هوایی

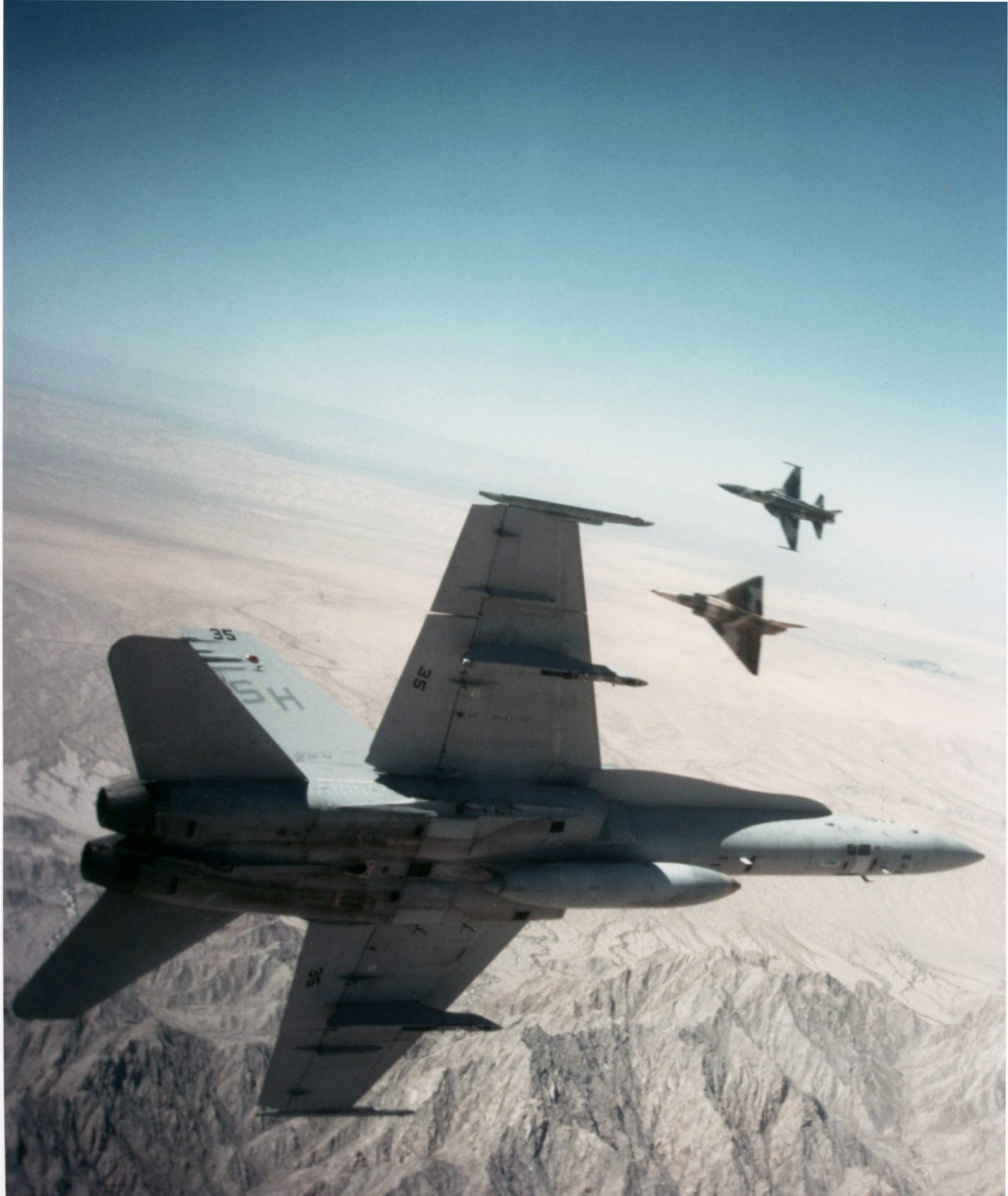
یک فروند اف-۱۸ هورنت نیروی دریایی ایالات متحده، درگیر با آی‌ای‌آی کفیر و اف-۵ تایگر، در سال ۱۹۸۹ در نزدیکی پایگاه هوایی سپاه تفنگداران دریایی یوما در حال آموزش مانورهای نبرد هوایی

مانور نبرد هوایی (انگلیسی: Air combat manoeuvring) یا مانور هوایی (به‌اختصار: ACM) تاکتیک نظامی حرکت، چرخاندن و قرار دادن هواگرد جنگنده به منظور دستیابی به موقعیتی است که از آنجا می‌توان به هواپیمای دیگر حمله کرد. مانورهای نبرد هوایی اغلب با جنگنده‌های تهاجمی انجام می‌شود، که بر مانور جنگنده پایه تهاجمی و دفاعی برای کسب برتری نسبت به حریف هوایی متکی هستند.
هوانوردی نظامی در جنگ جهانی اول آغاز شد، زمانی که هواپیماها در ابتدا برای شناسایی تمرکز نیروهای دشمن، موقعیت‌های قرارگیری نیروهای زمینی و حرکات آنها مورد استفاده قرار گرفتند. نبردهای اولیه هوایی شامل تیراندازی هوانوردان به یکدیگر با سلاح‌های دستی بود. نخستین هواپیمای ثبت شده‌ای که پس از یک نبرد هوایی نزدیک، توسط هواپیمای دیگری سرنگون شد، در تاریخ ۵ اکتبر ۱۹۱۴ اتفاق افتاد، که در این نبرد یک هواپیمای آلمانی آویاتیک ب-۱، هواپیمایی فرانسوی وویسین-۳ را پس از اجرای یک مانور هوایی، مورد اصابت گلوله قرار داد. پس از آن طرفین درگیری به‌سرعت اقدام به توسعه هواپیماهای جنگنده دادند و کلاسی از هواپیماها که به‌طور خاص برای نابود کردن هواپیماهای دیگر طراحی شده بودند، ساخته شدند.